# District de Bazas
Le district de Bazas est une ancienne division territoriale française du département de la Gironde de 1790 à 1795.
Il était composé des cantons de Bazas, Aillas, Auros, Captieux, Grignols, Langon, Noaillan, Prechac et Saint Symphorien.